# Vũ khí phản vật chất
Một vũ khí phản vật chất là một thiết bị hạt nhân bằng cách sử dụng phản vật chất làm nguồn năng lượng, nhiên liệu đẩy, chất nổ cho một vũ khí. Vũ khí phản vật chất hiện tại không tồn tại do chi phí sản xuất và công nghệ hạn chế có sẵn để sản xuất và chứa phản vật chất với số lượng đủ để làm vũ khí hữu ích. Tuy nhiên, Không lực Hoa Kỳ, đã quan tâm đến việc sử dụng  - bao gồm các ứng dụng phá hoại của  kể từ chiến tranh Lạnh, khi họ bắt đầu tài trợ nghiên cứu vật lý liên quan đến phản vật chất. Các lợi thế lý thuyết chính của vũ khí như vậy một là rằng các va chạm giữa phản vật chất và vật chất, mặc dù bị hạn chế đáng kể bởi các thiệt hại neutrino, vẫn chuyển đổi một phần lớn hơn khối lượng của vũ khí thành năng lượng nổ hơn so với một phản ứng nhiệt hạch trong một quả bom khinh khí.
Ngày 24 tháng 3 năm 2004, quan chức Munitions Directorate căn cứ không quân Eglin Kenneth Edwards phát biểu tại Viện các ý tưởng tiên tiến NASA. Trong bài phát biểu, Edwards bề ngoài có vẻ nhấn mạnh đặc tính tiềm năng của các loại vũ khí positron, một loại vũ khí phản vật chất: Không giống như các loại vũ khí nhiệt hạch, các loại vũ khí positron sẽ để lại đằng sau "không có dư lượng hạt nhân", chẳng hạn như bụi phóng xạ hạt nhân được tạo ra bởi các phản ứng phân hạch hạt nhân đó tạo ra năng lượng các vũ khí hạt nhân. Theo một bài báo trên San Francisco Chronicle, Edwards đã cấp tài trợ đặc biệt cho sự phát triển công nghệ vũ khí positron, tập trung nghiên cứu về các cách thức để lưu trữ các positron trong thời gian dài, một khó khăn kỹ thuật và khoa học đáng kể.
Đã có thái độ hoài nghi đáng kể trong cộng đồng vật lý về sự tồn tại của vũ khí phản vật chất. Theo một bài viết trên trang web của các phòng thí nghiệm CERN, thường xuyên sản xuất phản vật chất, "không có khả năng để làm cho quả bom phản vật chất với cùng lý do bạn không thể sử dụng nó để lưu trữ năng lượng: chúng ta không có thể tích lũy đủ của nó với mật độ đủ cao. (...) Nếu chúng ta có thể tập hợp tất cả các phản vật chất chúng ta đã từng tạo ra tại CERN và tiêu diệt nó bằng vật chất, chúng ta sẽ có năng lượng đủ để thắp sáng một bóng đèn điện trong một vài phút", nhưng điều này sẽ là một kỳ công đáng kể vì các phản vật chất tích lũy được sẽ nặng ít hơn một phần tỷ gram.
Khó khăn tiếp theo nữa là vấn đề chi phí, việc sản xuất ra phản vật chất đòi hỏi chi phí cực kỳ lớn. Cho đến nay, cách duy nhất để sản xuất ra phản vật chất là sử dụng máy gia tốc hạt. Các nhà khoa học ước tính muốn có được lượng phản vật chất nặng 1/10.000 gram, người ta phải bỏ ra khoảng 6 tỷ USD. Năm 1999, NASA tính toán phải bỏ ra tới 62.500 tỷ USD để tạo ra 1 gam phản vật chất. Trung tâm phản hạt lớn nhất thế giới hiện nay là Phòng thí nghiệm Fermi của Mỹ cũng chỉ sản xuất được một phần tỷ gam phản hạt mỗi năm với giá 80 triệu USD.